# Cephaloleia dilatata
Cephaloleia dilatata es un insecto coleóptero de la familia Chrysomelidae.
Fue descrita científicamente en 1948 por Uhmann.